# Ludwig Wilhelm Benz
Ludwig Wilhelm Benz (* 1611 in Kinzheim (Elsass); † 11. Februar 1683; auch Wilhelm Ludwig Benz) war ein deutscher Bischof und Weihbischof in Eichstätt.
Am 20. Januar 1664 wurde Benz zum Priester für das Bistum Eichstätt geweiht. Am 31. Januar 1656 wurde er zum Weihbischof in Eichstätt und Titularbischof von Dardanus ernannt. Am 30. April 1656 weihte ihn Marquard II. Schenk von Castell, Bischof von Eichstätt, mit Assistenz von Kaspar Zeiler, Apostolischer Administrator von Augsburg, und Sebastian Denich, Weihbischof in Regensburg, zum Bischof. Er assistierte bei der Weihe von Philipp Valentin Albrecht Voit von Rieneck und von Jaroslav František Ignác von Sternberg.